# Anouk Grinberg
Anouk Grinberg (ur. 20 marca 1963 w Uccle w Belgii) – francuska aktorka, laureatka Srebrnego Niedźwiedzia dla najlepszej aktorki podczas Festiwalu Filmowego w Berlinie za rolę w filmie Mój mężczyzna.

## Życiorys
Anouk Grinberg, urodzona w 1963 roku, jest córką francuskiego dramaturga Michela Vinavera. Rozpoczęła karierę teatralną w wieku 13 lat, rolą w Remagen Anny Seghers, w reżyserii Jacques'a Lassalle'a. Z Lassallem współpracowała ponad dwadzieścia lat później, wystawiając sztukę Chaos debout Véronique Olmi. Wkrótce otrzymała kilka głównych ról: w  Faust ou la fête électrique Gertrudy Stein, w La Cruche cassée Heinricha von Kleista czy w Szkole żon Moliera.
Przez całą karierę pracowała w teatrze, otrzymując nagrodę Moliera dla najlepszej aktorki. W filmie debiutowała w 1976 roku w obrazie Mon coeur est rouge. W 1991 roku została nominowana do Cezara za rolę w filmie Dziękuję ci życie w reżyserii Bertranda Bliera. Dwa lata później znów grała w Bliera, tym razem w obrazie 1, 2, 3, Sun, za którego ponownie otrzymała nominację do Cezara. W 1996 roku aktorka gra w kolejnym filmie Bliera Mój mężczyzna, za którego otrzymuje Srebrnego Niedźwiedzia dla najlepszej aktorki podczas Festiwalu Filmowego w Berlinie oraz kolejną nominację do Cezara dla najlepszej aktorki.

## Filmografia
Filmy fabularne
- 2010: Le rachaï jako Alicia
- 2010: Les fausses confidences jako Araminte
- 2010: Camus jako Francine Camus
- 2006: Les fragments d'Antonin jako Madeleine Oberstein
- 2006: Le procès de Bobigny jako Gisèle Halimi
- 2006: Le fil rouge jako Filmowana kobieta
- 2005: Ma meilleure amie jako Michèle
- 2004: Nuit noire jako Sandra
- 2004: Tak długo czekałem (Une vie à t'attendre) jako Camille
- 2003: Przepowiednia żab (La prophétie des grenouilles) jako Słonik (głos)
- 2003: Marylin et ses enfants jako Marylin
- 2003: Une preuve d'amour jako Cathie
- 2002: Entre chiens et loups jako Marie
- 2002: Les petites couleurs jako Christelle
- 2000: Teeth jako Matka Antonia
- 1999: Vacanza a Cirò jako Valeria
- 1998: Disparus jako Mila
- 1996: Wielce skromny bohater (Un héros très discret) jako Servane
- 1996: Mój mężczyzna (Mon homme) jako Marie Abarth
- 1995: Sale gosse jako Nina
- 1995: Jules et Jim jako Claire
- 1993: Un, deux, trois, soleil jako Victorine
- 1991: Le temps et la chambre jako Marie Steuber
- 1991: Août jako Caroline
- 1991: J'entends plus la guitare jako Adrienne
- 1991: Dziękuję ci życie (Merci la vie) jako Joëlle
- 1991: Comme nous serons heureux
- 1991: Le cri du lézard jako Nadia
- 1990: La fille du magicien jako Lili
- 1990: Les matins chagrins jako Lena
- 1989: Embrasse-moi jako Mama
- 1989: L'enfant de l'hiver jako Matka Stephana
- 1987: Dolina-widmo (La vallée fantôme)
- 1987: Les fortifs jako Paulette
- 1987: Last Song jako Blue
- 1979: Tapage nocturne
- 1976: Mon coeur est rouge jako Mała dziewczynka

Seriale telewizyjne
- 2008: Czas burzy (Voici venir l'orage...) jako Tatiana
- 2007-2009: Kaamelott jako Anna de Tintagel
- 2003: Les enquêtes d'Éloïse Rome jako Aïna Larken
- 1987: L'heure Simenon jako Lucille Roy

## Nagrody
- Nagroda na MFF w Berlinie Najlepsza aktorka: 1996 Mój mężczyzna